# まんがなるほど物語
『まんがなるほど物語』（まんがなるほどものがたり）は、TBSおよび一部系列局で1986年4月5日から1988年3月26日まで土曜日17:30 - 18:00に放送された子供向けの16ミリフィルム実写によるテレビ映画である。『まんがはじめて物語』シリーズ第3弾。全102回放送。続く1988年4月2日から1989年1月28日まで全40回放送された『新まんがなるほど物語』も併せて記載。

## まんがなるほど物語

### 概要
歴史のあらゆる分野の「なるほど」をテーマにした内容である。マスコットキャラクターのナルタンは、モグタンに続いて津賀有子が声を担当。色もピンクに戻した。このシリーズでの実写とアニメの切り替え時のセリフは「ナルナル タンタン へそのゴマ」。

### 出演者
- 倉沢淳美（お姉さん）
- 津賀有子（ナルタン声）
- 野沢那智（ナレーター）

### 主題歌
※発売元は全てワーナー・パイオニア（現：ワーナーミュージック・ジャパン）

#### オープニングテーマ
『どんな時でも…』（第1 - 78話）
作詞 - ありそのみ / 作曲 - いけたけし / 編曲 - 寺田十三夫 / 歌 - 倉沢淳美
『センチメンタル・ミニ・ロマンス』（第79 - 102話）
作詞 - 吉元由美 / 作曲 - 和泉常寛 / 編曲 - 新川博 / 歌 - 倉沢淳美

#### エンディングテーマ
『優しくてもサヨナラ』（第1 - 52話）
作詞 - ありそのみ / 作曲 - いけたけし / 編曲 - 寺田十三夫 / 歌 - 倉沢淳美
『元気ですか?』（第53 - 78話）
作詞 - 田口俊 / 作曲 - 和泉常寛 / 編曲 - 戸塚修 / 歌 - 倉沢淳美
『ピンクな瞳でタッチダウン』（第79 - 102話）
作詞 - 吉元由美 / 作曲 - 和泉常寛 / 編曲 - 新川博 / 歌 - 倉沢淳美

## 新まんがなるほど物語

### 概要
前作からお姉さんとナレーターを変更した以外は内容は同じである。実写とアニメの切り替え時のセリフは一新され「チチンプイプイパラリンチョ なんじゃらほんじゃら ナルタン」に。

### 出演者
- 若林志穂（お姉さん）
- 津賀有子（ナルタン声）
- 小島一慶（ナレーター・当時TBSアナウンサー）

### 主題歌
『神さまのゴミ箱』(オープニング)『想い出の時計』(エンディング)
作詞 - 荒木とよひさ / 作曲 - 浜口庫之助 / 編曲 - HAMAKURAチーム / 歌 - チェリッシュ（ビクター音楽産業(現：JVCケンウッド・ビクターエンタテインメント)）

## 各話リスト
全話とも原則としては1回で2本放送。

### まんがなるほど物語
| 回  | 放送日        | サブタイトル                                           | 脚本                                      | 演出                                      | 監督                                      |
| --- | ------------- | ------------------------------------------------------ | ----------------------------------------- | ----------------------------------------- | ----------------------------------------- |
| 1   | 1986年 4月5日 | ニホンかニッポンか?それが問題だ!(日本)                 | 首藤剛志                                  | 鈴木康彦                                  | 曽我仁彦                                  |
| 1   | 1986年 4月5日 | 御用だ!サツマノカミタダノリ(切符)                      | 鷺山京子                                  | 又野龍也                                  | 野崎貞夫                                  |
| 2   | 4月12日       | エンマ様もびっくり!いろいろの色?(真っ赤なウソ)         | 佐藤茂                                    | 秦泉寺博                                  | 野崎貞夫                                  |
| 2   | 4月12日       | ぼくも私も低音の魅力?!(声がわり)                       | 武上純希                                  | 野寺三郎                                  | 村石ヒロチカ                              |
| 3   | 4月19日       | プレゼントもらってハッピーバースディ!(誕生日)          | 戸田博史                                  | 江沢聖三                                  | 曽我仁彦                                  |
| 3   | 4月19日       | ジンギスカンのお弁当?(ハンバーガー)                    | 柏倉美穂                                  | 藤原良二                                  | 村石ヒロチカ                              |
| 4   | 4月26日       | ゴクンと一杯 天からの贈り物!(水)                       | 久保田圭司                                | 野寺三郎                                  | 野崎貞夫                                  |
| 4   | 4月26日       | ひかえおろう!この印籠が目に入らぬか!!(水戸黄門)        | 杉原恵                                    | 日下部光雄                                | 野崎貞夫                                  |
| 5   | 5月3日        | 力を合わせてオー・エス!!オー・エス!!(綱引き)           | 花園由宇保                                | 又野龍也                                  | 曽我仁彦                                  |
| 5   | 5月3日        | 無茶苦茶お茶目はどんなお茶?!(お茶)                     | 志村多穂                                  | 大町繁                                    | 曽我仁彦                                  |
| 6   | 5月10日       | ニャ～とひと鳴き福招く(ネコ)                           | 五十嵐ひろみ                              | はしばみのる                              | 村石ヒロチカ                              |
| 6   | 5月10日       | 気分はいろいろ花一輪(花ことば)                         | 首藤剛志                                  | 秦泉寺博                                  | 村石ヒロチカ                              |
| 7   | 5月17日       | たぬきもビックリ!このききめ!(まゆつば)                 | 鷺山京子                                  | 藤原良二                                  | 野崎貞夫                                  |
| 7   | 5月17日       | ウソーッ!海の上にも道がある?(道)                       | 久保田圭司                                | 又野龍也                                  | 野崎貞夫                                  |
| 8   | 5月24日       | ブルだ!ダンプだ!クレーンだ!!(特殊自動車)               | 佐藤茂                                    | 江沢聖三                                  | 曽我仁彦                                  |
| 8   | 5月24日       | カメレオン 化けてかわって七変化!(保護色)               | 笹本祐一                                  | 野寺三郎                                  | 曽我仁彦                                  |
| 9   | 5月31日       | 水と流れてどこへ行く?!(トイレ)                         | ひらたてつ                                | 鈴木康彦                                  | 村石ヒロチカ                              |
| 9   | 5月31日       | ヒヒーンと一鳴き お馬のお宿(駅)                        | 柏倉美穂                                  | 日下部光雄                                | 村石ヒロチカ                              |
| 10  | 6月7日        | 地球は大きな時計です(時計)                             | 村石ヒロチカ                              | 秦泉寺博                                  | 野崎貞夫                                  |
| 10  | 6月7日        | ワンワンキャンキャン僕らの仲間(犬)                     | 武上純希                                  | 野寺三郎                                  | 野崎貞夫                                  |
| 11  | 6月14日       | 美しさも値段も目がくらむ?!(ダイヤモンド)               | 花園由宇保                                | 又野龍也                                  | 村石ヒロチカ                              |
| 11  | 6月14日       | おでこに貼れば世界の旅へ(切手)                         | 佐藤茂                                    | 藤原良二                                  | 村石ヒロチカ                              |
| 12  | 6月21日       | 化けて変わってビューティフル!(化粧)                    | 高木凛                                    | 日下部光雄                                | 曽我仁彦                                  |
| 12  | 6月21日       | ルーツさぐれば竹トンボ?!(プロペラ)                     | 戸田博史                                  | 江沢聖三                                  | 曽我仁彦                                  |
| 13  | 6月28日       | 一合二合三合目 富士のテッペン何合目?(富士山)           | 志村多穂                                  | 木村一郎                                  | 村石ヒロチカ                              |
| 13  | 6月28日       | マストに帆を張り世界の海へ!(帆船)                      | 杉原恵                                    | 野寺三郎                                  | 村石ヒロチカ                              |
| 14  | 7月5日        | おじゃま虫なんて呼ばないで!(ゴキブリ)                  | 鷺山京子                                  | 鈴木康彦                                  | 野崎貞夫                                  |
| 14  | 7月5日        | 打って走って大逆転!(野球)                              | 柏倉美穂                                  | 背尾直毅                                  | 野崎貞夫                                  |
| 15  | 7月12日       | 早く来い来い!年に二日の日曜日?!(やぶ入り)              | 戸田博史                                  | 又野龍也                                  | 曽我仁彦                                  |
| 15  | 7月12日       | 秀吉も笑いころげて千成びょうたん!(ひょうたん)          | ひらたてつ                                | 秦泉寺博                                  | 曽我仁彦                                  |
| 16  | 7月19日       | 死者の国で生きてます(ミイラ)                           | 花園由宇保                                | 藤原良二                                  | 村石ヒロチカ                              |
| 16  | 7月19日       | 釣り大好き人間 全員集合!(太公望)                       | 柏倉美穂                                  | 江沢聖三                                  | 村石ヒロチカ                              |
| 17  | 7月26日       | エッヘン!ショウキ様にもまけないぞ!(ひげ)               | 久保田圭司                                | 秦泉寺博                                  | 野崎貞夫                                  |
| 17  | 7月26日       | 謎に包まれた宇宙の旅人(すい星)                         | 鷺山京子                                  | 大鹿日出郎                                | 野崎貞夫                                  |
| 18  | 8月2日        | ウラメシヤ～～ 化けて出ますよいつの世も(幽霊)          | 武上純希                                  | 鈴木康彦                                  | 村石ヒロチカ                              |
| 18  | 8月2日        | 暑さなんかにゃ負けないぞ!(夏を涼しくすごす方法)        | 志村多穂                                  | 又野龍也                                  | 村石ヒロチカ                              |
| 19  | 8月9日        | 今日も元気だ おふくろの味!(みそ汁)                     | 首藤剛志                                  | 野寺三郎                                  | 曽我仁彦                                  |
| 19  | 8月9日        | 夢を食べて生きてます(バク)                             | 五十嵐ひろみ                              | 江沢聖三                                  | 曽我仁彦                                  |
| 20  | 8月16日       | つむじ曲がりのひねくれ者(あまのじゃく)                 | 佐藤茂                                    | 大鹿日出郎                                | 村石ヒロチカ                              |
| 20  | 8月16日       | もしも花とお話できたなら(植物)                         | 杉原恵                                    | 秦泉寺博                                  | 村石ヒロチカ                              |
| 21  | 8月23日       | ラブラブゲームは0対0?(テニス)                          | 柏倉美穂                                  | 藤原良二                                  | 野崎貞夫                                  |
| 21  | 8月23日       | 仕事サボって油売り?!(油)                               | 柏倉美穂                                  | 野寺三郎                                  | 野崎貞夫                                  |
| 22  | 8月30日       | どっちが強いの?矛と盾(矛盾)                            | 戸田博史                                  | 又野龍也                                  | 曽我仁彦                                  |
| 22  | 8月30日       | 草か木か?かぐや姫も悩みます(竹)                        | 武上純希                                  | 秦泉寺博                                  | 曽我仁彦                                  |
| 23  | 9月6日        | 悪いきのこをやっつけろ!!(きのこ)                       | 花園由宇保                                | 江沢聖三                                  | 野崎貞夫                                  |
| 23  | 9月6日        | 葉月長月神無月 季節感があふれます(月の名前)            | 鷺山京子                                  | 鈴木康彦                                  | 野崎貞夫                                  |
| 24  | 9月13日       | うさぎ うさぎ 何見てはねる?(十五夜)                    | ひらたてつ                                | 秦泉寺博                                  | 村石ヒロチカ                              |
| 24  | 9月13日       | 目は心の窓です(窓)                                     | 佐藤茂                                    | 野寺三郎                                  | 村石ヒロチカ                              |
| 25  | 9月20日       | シブ柿 甘柿 日本の秋(柿)                               | 志村多穂                                  | 又野龍也                                  | 曽我仁彦                                  |
| 25  | 9月20日       | 王手飛車取り ハイ詰みました!(将棋)                     | 久保田圭司                                | 大鹿日出郎                                | 曽我仁彦                                  |
| 26  | 9月27日       | これぞ醍醐味!チチの味(バター・チーズ)                  | 佐藤茂                                    | 野寺三郎                                  | 野崎貞夫                                  |
| 26  | 9月27日       | スズキ君 昔の名前はなんてーの?(出世名)                 | 五十嵐ひろみ                              | 秦泉寺博                                  | 野崎貞夫                                  |
| 27  | 10月4日       | たいまつかかげて自由を我らに!(自由の女神)              | 首藤剛志                                  | 鈴木康彦                                  | 村石ヒロチカ                              |
| 27  | 10月4日       | 切手一枚 世界のどこでも届けます(郵便)                  | 柏倉美穂                                  | 江沢聖三                                  | 村石ヒロチカ                              |
| 28  | 10月11日      | 線路は続くよどこまでも!(鉄道)                          | 首藤剛志                                  | 又野龍也                                  | 曽我仁彦                                  |
| 28  | 10月11日      | おはよう!今日も元気だ気分最高!!(あいさつ)              | 鷺山京子                                  | 秦泉寺博                                  | 曽我仁彦                                  |
| 29  | 10月18日      | ペンは剣より強し!(新聞)                                | 戸田博史                                  | はしばみのる                              | 野崎貞夫                                  |
| 29  | 10月18日      | 名奉行 お地蔵さんを犯人といい?!(大岡越前)              | 久保田圭司                                | 大鹿日出郎                                | 野崎貞夫                                  |
| 30  | 10月25日      | 船の安全まかせなさい!(灯台)                            | 志村多穂                                  | 野寺三郎                                  | 村石ヒロチカ                              |
| 30  | 10月25日      | ライバルはバター君!(マーガリン)                        | 柏倉美穂                                  | 秦泉寺博                                  | 村石ヒロチカ                              |
| 31  | 11月1日       | みんな悩んで大きくなった!(思春期)                      | 戸田博史                                  | 又野龍也                                  | 曽我仁彦                                  |
| 31  | 11月1日       | 大江戸最新ヘアースタイル(チョンマゲ)                   | 五十嵐ひろみ                              | 江沢聖三                                  | 曽我仁彦                                  |
| 32  | 11月8日       | 五七五 季節をのせて出来上がり(俳句)                    | 武上純希                                  | 秦泉寺博                                  | 野崎貞夫                                  |
| 32  | 11月8日       | 北国生まれのアカギツネ(キタキツネ)                     | 志村多穂                                  | 鈴木康彦                                  | 野崎貞夫                                  |
| 33  | 11月15日      | 桜の花がボクのへそ?!(あんパン)                         | 佐藤茂                                    | 藤原良二                                  | 曽我仁彦                                  |
| 33  | 11月15日      | 葵に藤に桜…あなたのお家はなあに?(家紋)                 | 小西川博                                  | 野寺三郎                                  | 曽我仁彦                                  |
| 34  | 11月22日      | 熊手で福をかき集めろ!(酉の市)                          | 鷺山京子                                  | 又野龍也                                  | 村石ヒロチカ                              |
| 34  | 11月22日      | 新天地に賭けた夢(海外移住)                             | 久保田圭司                                | 江沢聖三                                  | 村石ヒロチカ                              |
| 35  | 11月29日      | まかせなさい!これさえあれば大丈夫!!(虎の巻)            | ひらたてつ                                | はしばみのる                              | 野崎貞夫                                  |
| 35  | 11月29日      | ヨッ、町火消し!火事とケンカは江戸の花(消防)            | 柏倉美穂                                  | 大鹿日出郎                                | 野崎貞夫                                  |
| 36  | 12月6日       | 見せてあげます楽しい夢を!(枕)                          | 佐藤茂                                    | 鈴木康彦                                  | 村石ヒロチカ                              |
| 36  | 12月6日       | あっちベタベタこっちベタベタ!(ゴマすり)                | 戸田博史                                  | 秦泉寺博                                  | 村石ヒロチカ                              |
| 37  | 12月13日      | 仇討ちだ!四十七士が勢ぞろい!(忠臣蔵)                   | 久保田圭司                                | 又野龍也                                  | 曽我仁彦                                  |
| 37  | 12月13日      | 子供は喜び大人は迷惑?!(雪との闘い)                     | 首藤剛志                                  | 藤原良二                                  | 曽我仁彦                                  |
| 38  | 12月20日      | ペタンと押して ハイ ボクの物!(はんこ)                  | 柏倉美穂                                  | 野寺三郎                                  | 野崎貞夫                                  |
| 38  | 12月20日      | 和風洋風いろいろあるんだもん!(門)                      | 武上純希                                  | 江沢聖三                                  | 野崎貞夫                                  |
| 39  | 12月27日      | 紙切れ一枚 庶民の夢をかなえます(宝くじ)                | 花園由宇保                                | 秦泉寺博                                  | 村石ヒロチカ                              |
| 39  | 12月27日      | シマシマジャージーでトライをめざせ!(ラグビー)          | 小西川博                                  | はしばみのる                              | 村石ヒロチカ                              |
| 40  | 1987年 1月3日 | まとめてお願い!ご利益も七倍!!(七福神)                  | 鷺山京子                                  | 又野龍也                                  | 曽我仁彦                                  |
| 40  | 1987年 1月3日 | 通は通でも食通だ!(グルメ)                              | ひらたてつ                                | 鈴木康彦                                  | 曽我仁彦                                  |
| 41  | 1月10日       | 発明家になる方法教えます(エジソン)                     | 首藤剛志                                  | 秦泉寺博                                  | 野崎貞夫                                  |
| 41  | 1月10日       | 命をかけての勉強だい!(留学)                            | 久保田圭司                                | 野寺三郎                                  | 野崎貞夫                                  |
| 42  | 1月17日       | お好きな時に音楽を!(オルゴール)                        | 戸田博史                                  | 藤原良二                                  | 村石ヒロチカ                              |
| 42  | 1月17日       | めだって商売大繁盛!(看板)                              | 戸田博史                                  | 江沢聖三                                  | 村石ヒロチカ                              |
| 43  | 1月24日       | エンマ様もびっくり!いろいろの色?(再)                   | エンマ様もびっくり!いろいろの色?(再)      | エンマ様もびっくり!いろいろの色?(再)      | エンマ様もびっくり!いろいろの色?(再)      |
| 43  | 1月24日       | ぼくも私も低音の魅力?!(再)                             |                                           |                                           |                                           |
| 44  | 1月31日       | もしもしハローとベルが鳴る(電話)                       | 志村多穂                                  | 秦泉寺博                                  | 曽我仁彦                                  |
| 44  | 1月31日       | 栄養満点!畑でとれるお肉です(大豆)                      | 柏倉美穂                                  | 又野龍也                                  | 曽我仁彦                                  |
| 45  | 2月7日        | 上にまいります 下にまいります(エレベーター)            | 小西川博                                  | 鈴木康彦                                  | 野崎貞夫                                  |
| 45  | 2月7日        | 日本茶紅茶も兄弟だ!(ウーロン茶)                        | 佐藤茂                                    | 野寺三郎                                  | 野崎貞夫                                  |
| 46  | 2月14日       | 私のハートをあげます(バレンタインデー)                 | 久保田圭司                                | 江沢聖三                                  | 村石ヒロチカ                              |
| 46  | 2月14日       | 清潔一番おしゃれは二番?!(下着)                         | 武上純希                                  | 藤原良二                                  | 村石ヒロチカ                              |
| 47  | 2月21日       | プレゼントもらってハッピーバースディ!(再)              | プレゼントもらってハッピーバースディ!(再) | プレゼントもらってハッピーバースディ!(再) | プレゼントもらってハッピーバースディ!(再) |
| 47  | 2月21日       | ジンギスカンのお弁当?(再)                              |                                           |                                           |                                           |
| 48  | 2月28日       | 滑って転んで雪ダルマ!(スキー)                          | 佐藤茂                                    | 秦泉寺博                                  | 曽我仁彦                                  |
| 48  | 2月28日       | パリパリかんで栄養たっぷり(海苔)                       | ひらたてつ                                | 又野龍也                                  | 曽我仁彦                                  |
| 49  | 3月7日        | あなたの運勢ピタリと当てる(占い)                       | 柏倉美穂                                  | 野寺三郎                                  | 野崎貞夫                                  |
| 49  | 3月7日        | 地下の国へとご案内!!(マンホール)                       | 大塚敏徳                                  | はしばみのる                              | 野崎貞夫                                  |
| 50  | 3月14日       | 丸い地球を平らにすれば…(地図)                          | 戸田博史                                  | 秦泉寺博                                  | 村石ヒロチカ                              |
| 50  | 3月14日       | フライドチキンは目覚時計?(にわとり)                    | 鷺山京子                                  | 鈴木康彦                                  | 村石ヒロチカ                              |
| 51  | 3月21日       | ゴクンと一杯 天からの贈り物!(再)                       | ゴクンと一杯 天からの贈り物!(再)          | ゴクンと一杯 天からの贈り物!(再)          | ゴクンと一杯 天からの贈り物!(再)          |
| 51  | 3月21日       | ひかえおろう!この印籠が目に入らぬか!!(再)              |                                           |                                           |                                           |
| 52  | 3月28日       | アタック!スパイク!回転レシーブ!!(バレーボール)         | 久保田圭司                                | 日下部光雄                                | 曽我仁彦                                  |
| 52  | 3月28日       | 楽しいウソなら許しちゃう!(エープリル･フール)           | 首藤剛志                                  | 野寺三郎                                  | 曽我仁彦                                  |
| 53  | 4月4日        | 明日に向ってひかりは走る(新幹線)                       | 首藤剛志                                  | 江沢聖三                                  | 野崎貞夫                                  |
| 53  | 4月4日        | お姉参上!忍法ナルホドの術!!(忍者)                      | ひらたてつ                                | 又野龍也                                  | 野崎貞夫                                  |
| 54  | 4月11日       | 笹の葉大好き人気ナンバー1(パンダ)                      | 小西川博                                  | 秦泉寺博                                  | 村石ヒロチカ                              |
| 54  | 4月11日       | 激辛ブームでエスニック(スパイス)                       | 鷺山京子                                  | 野寺三郎                                  | 村石ヒロチカ                              |
| 55  | 4月18日       | ドカーン!神の怒りだ大噴火(火山)                        | 柏倉美穂                                  | 日下部光雄                                | 曽我仁彦                                  |
| 55  | 4月18日       | 答一発!中国秘伝(九九)                                  | 戸田博史                                  | はしばみのる                              | 曽我仁彦                                  |
| 56  | 4月25日       | 栄養満点!中国生まれの薩摩育ち(さつまいも)              | 久保田圭司                                | 鈴木康彦                                  | 野崎貞夫                                  |
| 56  | 4月25日       | とんだとんだ お船が空とんだ?!(凧)                      | 佐藤茂                                    | 藤原良二                                  | 野崎貞夫                                  |
| 57  | 5月2日        | キラキラ虹色!魔法のレコード(CD)                        | 武上純希                                  | 大鹿日出郎                                | 村石ヒロチカ                              |
| 57  | 5月2日        | 夢みる乙女はセーラー服(制服)                           | 戸田博史                                  | 江沢聖三                                  | 村石ヒロチカ                              |
| 58  | 5月9日        | アルキメデスもびっくり チョチョイのチョイ!(クレーン)   | 首藤剛志                                  | 野寺三郎                                  | 曽我仁彦                                  |
| 58  | 5月9日        | 甘くやさしく夢いっぱい(ケーキ)                         | 中弘子                                    | 又野龍也                                  | 曽我仁彦                                  |
| 59  | 5月16日       | 力を合わせてオー・エス!!オー・エス!!(再)               | 力を合わせてオー・エス!!オー・エス!!(再)  | 力を合わせてオー・エス!!オー・エス!!(再)  | 力を合わせてオー・エス!!オー・エス!!(再)  |
| 59  | 5月16日       | 無茶苦茶お茶目はどんなお茶?!(再)                       |                                           |                                           |                                           |
| 60  | 5月23日       | 見込み違いで当てはずれ(見当違い)                       | 柏倉美穂                                  | 秦泉寺博                                  | 野崎貞夫                                  |
| 60  | 5月23日       | アー大変!馬も蒸気も身を粉に!!(小麦粉)                  | 志村多穂                                  | はしばみのる                              | 野崎貞夫                                  |
| 61  | 5月30日       | 花のお江戸にビルディング?!(東京)                       | 花園由宇保                                | 日下部光雄                                | 村石ヒロチカ                              |
| 61  | 5月30日       | ジュースにケチャップ 味覚のソース(トマト)              | 小西川博                                  | 藤原良二                                  | 村石ヒロチカ                              |
| 62  | 6月6日        | 海の忍者だチョッキンチョッキン(カニ)                   | 佐藤茂                                    | 鈴木康彦                                  | 曽我仁彦                                  |
| 62  | 6月6日        | 和洋中華全員集合!(チャンポン)                          | 杉原恵                                    | 秦泉寺博                                  | 曽我仁彦                                  |
| 63  | 6月13日       | パタパタあおいでアー涼しい!(うちわ)                    | 鷺山京子                                  | 野寺三郎                                  | 野崎貞夫                                  |
| 63  | 6月13日       | 今日はなんだかとってもいい日?!(13日の金曜日)           | 中弘子                                    | 江沢聖三                                  | 野崎貞夫                                  |
| 64  | 6月20日       | ニャ～とひと鳴き福招く(再)                             | ニャ～とひと鳴き福招く(再)                | ニャ～とひと鳴き福招く(再)                | ニャ～とひと鳴き福招く(再)                |
| 64  | 6月20日       | 気分はいろいろ花一輪(再)                               |                                           |                                           |                                           |
| 65  | 6月27日       | 初めチョロチョロ中パッパ(ごはん)                       | 首藤剛志                                  | 藤原良二                                  | 村石ヒロチカ                              |
| 65  | 6月27日       | イヤ～ン!また増えちゃった(1キログラム)                 | 柏倉美穂                                  | 又野龍也                                  | 村石ヒロチカ                              |
| 66  | 7月4日        | 海の王者だ潮吹きピュー!(鯨)                            | 小西川博                                  | 秦泉寺博                                  | 曽我仁彦                                  |
| 66  | 7月4日        | 石や貝 みんなまるめてお買物(円)                        | 戸田博史                                  | 日下部光雄                                | 曽我仁彦                                  |
| 67  | 7月11日       | チョッキンチョッキン!切れ味最高!(はさみ)               | 佐藤茂                                    | 野寺三郎                                  | 野崎貞夫                                  |
| 67  | 7月11日       | 太陽ギラギラ健康美人(海水浴)                           | 杉原恵                                    | 福田きよむ                                | 野崎貞夫                                  |
| 68  | 7月18日       | ズドーン!この一発が歴史を変えた(鉄砲)                  | 首藤剛志                                  | 又野龍也                                  | 村石ヒロチカ                              |
| 68  | 7月18日       | たぬきもビックリ!このききめ!(再)                       |                                           |                                           |                                           |
| 69  | 7月25日       | 自信もりもり頭のオシャレ(鬘)                           | 小西川博                                  | 江沢聖三                                  | 村石ヒロチカ                              |
| 69  | 7月25日       | ウソーッ!海の上にも道がある?(再)                       |                                           |                                           |                                           |
| 70  | 8月1日        | 夢と未来を乗せて宇宙の彼方へ(ロケット)                 | 柏倉美穂                                  | 日下部光雄                                | 曽我仁彦                                  |
| 70  | 8月1日        | あせらず、あわてず、争わず!(亀)                        | 鷺山京子                                  | 秦泉寺博                                  | 曽我仁彦                                  |
| 71  | 8月8日        | うるしを塗ればキレイで丈夫!(漆器)                      | 戸田博史                                  | 福田きよむ                                | 野崎貞夫                                  |
| 71  | 8月8日        | ブルだ!ダンプだ!クレーンだ!!(再)                       |                                           |                                           |                                           |
| 72  | 8月15日       | 結んでほどいて心を結ぶ(ひも)                           | 武上純希                                  | 藤原良二                                  | 野崎貞夫                                  |
| 72  | 8月15日       | カメレオン 化けてかわって七変化!(再)                   |                                           |                                           |                                           |
| 73  | 8月22日       | ビューティフル!これぞお庭の究極(兼六園)                | 首藤剛志                                  | 日下部光雄                                | 曽我仁彦                                  |
| 73  | 8月22日       | ストップ!怪しい者は通せんぼ!!(関所)                    | 杉原恵                                    | 鈴木康彦                                  | 曽我仁彦                                  |
| 74  | 8月29日       | キンキラキン 薄くのばして金パック?!(金箔)              | 志村多穂                                  | 野寺三郎                                  | 村石ヒロチカ                              |
| 74  | 8月29日       | 甘くきれいでめでたいな!(和菓子)                        | 佐藤茂                                    | とみざわかずお                            | 村石ヒロチカ                              |
| 75  | 9月5日        | からくり仕掛けで人間がわり(ロボット)                   | 首藤剛志                                  | まつざきはじめ                            | 野崎貞夫                                  |
| 75  | 9月5日        | 土をこね お窯で焼いて出来上がり!(九谷焼)               | 中弘子                                    | 又野龍也                                  | 野崎貞夫                                  |
| 76  | 9月12日       | 光り輝くガラスの芸術(ステンドグラス)                   | 大塚敏徳                                  | はしばみのる                              | 村石ヒロチカ                              |
| 76  | 9月12日       | トリつかれたらもう大変?(バードウォッチング)            | 鷺山京子                                  | 秦泉寺博                                  | 村石ヒロチカ                              |
| 77  | 9月19日       | おかめひょっとこ スーパースター(お面)                  | 戸田博史                                  | 野寺三郎                                  | 野崎貞夫                                  |
| 77  | 9月19日       | 沢庵和尚も食べました?(漬物)                            | 柏倉美穂                                  | 藤原良二                                  | 野崎貞夫                                  |
| 78  | 9月26日       | ヒヒーンとひと鳴きゴールをめざせ!(馬)                  | 小西川博                                  | 江沢聖三                                  | 曽我仁彦                                  |
| 78  | 9月26日       | 煙モクモクおいしさ一番(サンマ)                         | 久保田圭司                                | 鈴木康彦                                  | 曽我仁彦                                  |
| 79  | 10月3日       | 独眼流の伊達男!(伊達政宗)                              | 首藤剛志                                  | 福田きよむ                                | 村石ヒロチカ                              |
| 79  | 10月3日       | ご協力お願いしまーす!(赤い羽根)                        | 杉原恵                                    | 又野龍也                                  | 村石ヒロチカ                              |
| 80  | 10月10日      | 泳いで走って鉄人レース(トライアスロン)                 | 小西川博                                  | 野寺三郎                                  | 野崎貞夫                                  |
| 80  | 10月10日      | 火の神 水の神 山の神(台所)                             | 戸田博史                                  | 秦泉寺博                                  | 野崎貞夫                                  |
| 81  | 10月17日      | 犯人捕らえた砂漠の刑事?(サボテン)                      | 鷺山京子                                  | 藤原良二                                  | 曽我仁彦                                  |
| 81  | 10月17日      | 絶対零度だマイナス273度(温度)                          | 柏倉美穂                                  | 江沢聖三                                  | 曽我仁彦                                  |
| 82  | 10月24日      | Bだ!Hだ!Fもある!!(鉛筆)                                | 杉原恵                                    | 日下部光雄                                | 村石ヒロチカ                              |
| 82  | 10月24日      | まぎらわしい!誰がつけたのこの名前(豆腐と納豆)          | 久保田圭司                                | まつざきはじめ                            | 村石ヒロチカ                              |
| 83  | 10月31日      | はじめまして!四角い顔でごあいさつ(名刺)                | 鷺山京子                                  | 又野龍也                                  | 曽我仁彦                                  |
| 83  | 10月31日      | 家康さんも舌づつみ 南蛮渡来のハイカラ料理(天ぷら)      | 志村多穂                                  | 秦泉寺博                                  | 曽我仁彦                                  |
| 84  | 11月7日       | サービス第1!より速くより安く!!(宅配便)                 | 佐藤茂                                    | 秦泉寺博                                  | 野崎貞夫                                  |
| 84  | 11月7日       | 生命の神秘を科学があばく(バイオ)                       | 首藤剛志                                  | とみざわかずお                            | 野崎貞夫                                  |
| 85  | 11月14日      | 病気から人類を救った男!(野口英世)                      | 志村多穂                                  | 鈴木康彦                                  | 村石ヒロチカ                              |
| 85  | 11月14日      | 備えあれば憂えなし(保険)                               | 小西川博                                  | 日下部光雄                                | 村石ヒロチカ                              |
| 86  | 11月21日      | 主人を待って10年間(忠犬物語)                           | 戸田博史                                  | 鈴木康彦                                  | 曽我仁彦                                  |
| 86  | 11月21日      | おなかの薬だ砂おろし!(こんにゃく)                      | 志村多穂                                  | 江沢聖三                                  | 曽我仁彦                                  |
| 87  | 12月5日       | 新たなる旅立ち(お葬式)                                 | 武上純希                                  | まつざきはじめ                            | 村石ヒロチカ                              |
| 87  | 12月5日       | 水と流れてどこへ行く?!(再)                             |                                           |                                           |                                           |
| 88  | 12月12日      | 悪の剣から身を守る!(鎧兜)                              | 杉原恵                                    | 福田きよむ                                | 村石ヒロチカ                              |
| 88  | 12月12日      | ヒヒーンと一鳴き お馬のお宿(再)                        |                                           |                                           |                                           |
| 89  | 12月19日      | ジャジャジャジャーン!嵐を生きた運命の男!(ベートーベン) | 志村多穂                                  | 日下部光雄                                | 曽我仁彦                                  |
| 89  | 12月19日      | 中国生まれの日本育ち(ラーメン)                         | 戸田博史                                  | 秦泉寺博                                  | 曽我仁彦                                  |
| 90  | 12月26日      | 除夜の鐘 聞いて迎えるお正月(年越し)                    | 久保田圭司                                | 野寺三郎                                  | 野崎貞夫                                  |
| 90  | 12月26日      | ホームシックもこれにて解消!(しょうゆ)                  | 中弘子                                    | 又野龍也                                  | 野崎貞夫                                  |
| 91  | 1988年 1月9日 | 素敵な恋をこの歌で(百人一首)                           | 首藤剛志                                  | まつざきはじめ                            | 村石ヒロチカ                              |
| 91  | 1988年 1月9日 | お団子の串をそろえて髪とかす?(櫛)                      | 志村多穂                                  | 江沢聖三                                  | 村石ヒロチカ                              |
| 92  | 1月16日       | 捨てちゃう前にもう一度!(リサイクル)                    | 鷺山京子                                  | 日下部光雄                                | 曽我仁彦                                  |
| 92  | 1月16日       | 羊のなる木だ!フワフワだ!(綿)                           | 佐藤茂                                    | はしばみのる                              | 曽我仁彦                                  |
| 93  | 1月23日       | 憧れのキャンドルサービス(ろうそく)                     | 中弘子                                    | はしばみのる                              | 野崎貞夫                                  |
| 93  | 1月23日       | 科学が生んだ魔法の焼き物(セラミック)                   | 鷺山京子                                  | 又野龍也                                  | 野崎貞夫                                  |
| 94  | 1月30日       | 土の中でも花が咲く?(ピーナツ)                          | 戸田博史                                  | 野寺三郎                                  | 野崎貞夫                                  |
| 94  | 1月30日       | あら不潔!小野小町は着たきりスズメ?!(パジャマ)          | 志村多穂                                  | 秦泉寺博                                  | 野崎貞夫                                  |
| 95  | 2月6日        | あら不思議 けずれば味と香り出る(かつおぶし)            | 小西川博                                  | 又野龍也                                  | 村石ヒロチカ                              |
| 95  | 2月6日        | 地面の下には不思議いっぱい!夢いっぱい!(地下)           | 柏倉美穂                                  | 福田きよむ                                | 村石ヒロチカ                              |
| 96  | 2月13日       | 4年に一度の366日(うるう年)                             | 戸田博史                                  | 日下部光雄                                | 曽我仁彦                                  |
| 96  | 2月13日       | しっぱいはすっぱいのもと?(酢)                          | 杉原恵                                    | まつざきはじめ                            | 曽我仁彦                                  |
| 97  | 2月20日       | 如意棒もって悟空の大活躍!(西遊記)                      | 花園由宇保                                | 富沢和雄                                  | 野崎貞夫                                  |
| 97  | 2月20日       | 見知らぬ国 物と物とのおつきあい(貿易)                  | 鷺山京子                                  | 江沢聖三                                  | 野崎貞夫                                  |
| 98  | 2月27日       | 種がないのになぜ増える?(バナナ)                        | 花園由宇保                                | 藤原良二                                  | 村石ヒロチカ                              |
| 98  | 2月27日       | ワンワンキャンキャン僕らの仲間(再)                     |                                           |                                           |                                           |
| 99  | 3月5日        | カァカァ鳴いて悪役スター(カラス)                       | 佐藤茂                                    | 日下部光雄                                | 村石ヒロチカ                              |
| 99  | 3月5日        | 地球は大きな時計です(再)                               |                                           |                                           |                                           |
| 100 | 3月12日       | ゾウやライオン みんな本物大迫力!(動物園)               | 志村多穂                                  | 野寺三郎                                  | 曽我仁彦                                  |
| 100 | 3月12日       | 食べたらみがく!忘れずに!!(歯ブラシ)                    | 星川泰子                                  | はしばみのる                              | 曽我仁彦                                  |
| 101 | 3月19日       | ガラガラ蛇も逃げ出すこの強さ!(ジーンズ)                | 大塚敏徳                                  | 又野龍也                                  | 野崎貞夫                                  |
| 101 | 3月19日       | 口からオシリまでの長～い旅(体内旅行)                   | 小西川博                                  | まつざきはじめ                            | 野崎貞夫                                  |
| 102 | 3月26日       | ピピピッ!シマシマ模様で情報チェック!(バーコード)       | ひらたてつ                                | 藤原良二                                  | 村石ヒロチカ                              |
| 102 | 3月26日       | 宇宙の電波もするどくキャッチ!(アンテナ)                | 戸田博史                                  | 秦泉寺博                                  | 村石ヒロチカ                              |

### 新まんがなるほど物語
| 回 | 放送日                      | サブタイトル                                        | 脚本           | 演出           | 監督     |
| -- | --------------------------- | --------------------------------------------------- | -------------- | -------------- | -------- |
| 1  | 1988年 4月2日               | 満開だ!花のアイドルナンバー1!(桜)                   | 鷺山京子       | まつざきはじめ | 曽我仁彦 |
| 1  | 1988年 4月2日               | 起立!今日から楽しい一年生(学校)                     | 戸田博史       | 江沢聖三       | 曽我仁彦 |
| 2  | 4月9日                      | 敵の侵入シャットアウト!(万里の長城)                 | 志村多穂       | 福田きよむ     | 野崎貞夫 |
| 2  | 4月9日                      | 広~い湯ぶねでユッタリのんびり(お風呂屋さん)         | 杉原恵         | 日下部光雄     | 野崎貞夫 |
| 3  | 4月16日                     | 電気抵抗0!エネルギー大革命!!(超伝導)                | 武上純希       | 藤原良二       | 村石宏實 |
| 3  | 4月16日                     | 2本の棒でパックパク!(お箸)                          | 星川泰子       | 又野龍也       | 村石宏實 |
| 4  | 4月23日                     | カチーン!こねて固めてビルが建つ!(セメント)          | 久保田圭司     | 野寺三郎       | 曽我仁彦 |
| 4  | 4月23日                     | 遠くもクッキリ近くもハッキリ!(メガネ)               | 小西川博       | とみざわかずお | 曽我仁彦 |
| 5  | 4月30日                     | 守ります!愛と平和と自由のために(憲法)               | 中弘子         | 江沢聖三       | 野崎貞夫 |
| 5  | 4月30日                     | 生まれる前からお勉強?(胎教)                         | 首藤剛志       | 日下部光雄     | 野崎貞夫 |
| 6  | 5月7日                      | 迷い迷って出口をめざせ!(迷路)                       | 柏倉美穂       | 近藤英輔       | 村石宏實 |
| 6  | 5月7日                      | ポポーン!とはじけて白い花?(ポップコーン)            | 志村多穂       | まつざきはじめ | 村石宏實 |
| 7  | 5月14日                     | 犬・キジ・猿!お供を連れて鬼退治(桃太郎)             | 佐藤茂         | 福田きよむ     | 曽我仁彦 |
| 7  | 5月14日                     | ふわり浮かんだ空飛ぶくじら(飛行船)                  | 小西川博       | 藤原良二       | 曽我仁彦 |
| 8  | 5月21日                     | 神秘な光で心をとりこに(月の魔力)                    | 戸田博史       | 野寺三郎       | 野崎貞夫 |
| 8  | 5月21日                     | 大きなお耳はレーダーがわり?(ウサギ)                 | 篠原由美       | 又野龍也       | 野崎貞夫 |
| 9  | 5月28日                     | 謎の怪獣!天に昇って神様だ!(龍)                      | 花園由宇保     | まつざきはじめ | 村石宏實 |
| 9  | 5月28日                     | 上手に使っておいしい料理(包丁・まな板)              | 杉原恵         | 日下部光雄     | 村石宏實 |
| 10 | 6月4日                      | ジトジトベトベト恵みの雨だ!(梅雨)                   | 志村多穂       | 近藤英輔       | 曽我仁彦 |
| 10 | 6月4日                      | サンサンと光と熱の贈り物(太陽エネルギー)            | 花園由宇保     | 江沢聖三       | 曽我仁彦 |
| 11 | 6月11日                     | 超音波レーダーでやみ夜もOK!(コウモリ)               | 鷺山京子       | はしばみのる   | 野崎貞夫 |
| 11 | 6月11日                     | 引いてダメなら押して切る?(大工道具)                 | 久保田圭司     | 日下部光雄     | 野崎貞夫 |
| 12 | 6月18日                     | 電波で結ぶ世界の輪!(衛星放送)                       | 小西川博       | 野寺三郎       | 村石宏實 |
| 12 | 6月18日                     | 雨降れば街に咲くパラソルフラワー(傘)                | 杉原恵         | 福田きよむ     | 村石宏實 |
| 13 | 6月25日                     | イヤーン!お肌の荒れも映っちゃう!(ハイビジョン)      | 戸田博史       | まつざきはじめ | 村石宏實 |
| 13 | 6月25日                     | 手軽で便利!宇宙食にピッタリ!!(レトルト食品)         | 中弘子         | 又野龍也       | 村石宏實 |
| 14 | 7月2日                      | しょうぶ湯 おシャレに言えばハーブのお風呂?(ハーブ)  | 佐藤茂         | 日下部光雄     | 曽我仁彦 |
| 14 | 7月2日                      | 海の中の秘密兵器(スクーバ・ダイビング)              | 久保田圭司     | 秦泉寺博       | 曽我仁彦 |
| 15 | 7月9日                      | お盆に乗せて感謝の気持ちを贈ります?(お中元)         | 小西川博       | 江沢聖三       | 曽我仁彦 |
| 15 | 7月9日                      | 夏だ!冷して食べようツールツル!(そうめん・ひやむぎ)  | 志村多穂       | 藤原良二       | 曽我仁彦 |
| 16 | 7月16日                     | 朝になったらパッと咲く?(朝顔)                       | 篠原由美       | 富沢和雄       | 野崎貞夫 |
| 16 | 7月16日                     | 昔むかしの大きなお墓(古墳)                          | 星川泰子       | 近藤英輔       | 野崎貞夫 |
| 17 | 7月23日                     | コロコロころがり何が出る?(サイコロ)                 | 久保田圭司     | 又野龍也       | 野崎貞夫 |
| 17 | 7月23日                     | 意外なルーツでびっくりぎょうてん!(キウイ・フルーツ) | 花園由宇保     | はしばみのる   | 野崎貞夫 |
| 18 | 7月30日                     | 車輪がないのに列車が走る?!(リニア・モーターカー)    | 杉原恵         | まつざきはじめ | 曽我仁彦 |
| 18 | 7月30日                     | 気楽にポイポイ捨てるなポイ!(ゴミ)                   | 佐藤茂         | 日下部光雄     | 曽我仁彦 |
| 19 | 8月6日                      | 暑い夏 これなしではいられません!(氷)                | 佐藤茂         | 野寺三郎       | 曽我仁彦 |
| 19 | 8月6日                      | ミンミン鳴いて森の中の音楽会(セミ)                  | 久保田圭司     | 小沢一浩       | 曽我仁彦 |
| 20 | 8月13日                     | 絵の出るレコード(ビデオディスク)                    | 戸田博史       | 藤原良二       | 村石宏實 |
| 20 | 8月13日                     | あら不思議 なるほど納得?(パズル)                    | 志村多穂       | 福田きよむ     | 村石宏實 |
| 21 | 8月20日                     | 君の名前も1・2・3?!(デジタル)                       | 首藤剛志       | 秦泉寺博       | 村石宏實 |
| 21 | 8月20日                     | ハチさんの大事な保存食(ハチミツ)                    | 星川泰子       | 江沢聖三       | 村石宏實 |
| 22 | 8月27日                     | うまい!早い!読みやすい!(ワープロ)                   | 杉原恵         | 日下部光雄     | 野崎貞夫 |
| 22 | 8月27日                     | イタイのイタイの飛んでいけー!(おまじない)           | 篠原由美       | 近藤英輔       | 野崎貞夫 |
| 23 | 9月3日                      | 地下のお城だ!冬でも安心!(アリ)                      | 佐藤茂         | 又野龍也       | 野崎貞夫 |
| 23 | 9月3日                      | キラキラ光って透明だ!(ガラス)                       | 戸田博史       | 野寺三郎       | 野崎貞夫 |
| 24 | 9月10日                     | 健康一番!長生きのひけつ(長寿)                       | 志村多穂       | 日下部光雄     | 曽我仁彦 |
| 24 | 9月10日                     | 立ち入り禁止だ!畑のガードマン(かかし)               | 花園由宇保     | まつざきはじめ | 曽我仁彦 |
| 25 | 9月17日                     | 太平洋のあばれん坊!(台風)                           | 中弘子         | 秦泉寺博       | 曽我仁彦 |
| 25 | 9月17日                     | おせん婆さんのびっくり大発明!?(おせんべい)          | 小西川博       | 江沢聖三       | 曽我仁彦 |
| 26 | 9月24日                     | エイッ!柳生流歯入れの術(入れ歯)                     | 大塚敏徳       | 藤原良二       | 野崎貞夫 |
| 26 | 9月24日                     | 雨が降ってもプレーボール(屋根付き球場)              | 鷺山京子       | 小沢一浩       | 野崎貞夫 |
| 27 | 10月1日                     | 綱ひき 凧あげ 消防車!(オリンピック物語)             | (不明)         | (不明)         | (不明)   |
| 27 | 10月1日                     | 汗と涙と感動と!!(金メダル物語)                      | 戸田博史       | 日下部光雄     | 曽我仁彦 |
| 27 | 10月15日                    | 汗と涙と感動と!!(金メダル物語)                      | 戸田博史       | 日下部光雄     | 曽我仁彦 |
| 27 | 迷い迷って出口をめざせ!(再) |                                                     |                |                |          |
| 28 | 10月22日                    | 今日もあなたのたより待つ(ポスト)                    | 小西川博       | 又野龍也       | 村石宏實 |
| 28 | 10月22日                    | ピピッ!未来の自分が見えてくる(予知能力)             | 首藤剛志       | まつざきはじめ | 村石宏實 |
| 29 | 10月29日                    | ピッポッパッ!戸じまり火の元火の用心(電話)           | 佐藤茂         | 藤原良二       | 曽我仁彦 |
| 29 | 10月29日                    | とっても大事なところです(肝心要)                    | 志村多穂       | 秦泉寺博       | 曽我仁彦 |
| 30 | 11月5日                     | 砂の海 ロマンチックは危険な知らせ!(砂漠)            | 柿崎明彦       | 日下部光雄     | 曽我仁彦 |
| 30 | 11月5日                     | イヤーンできちゃった!私青春マッ盛り(ニキビ)         | 星川泰子       | 江沢聖三       | 曽我仁彦 |
| 31 | 11月12日                    | 鋤の上で肉を焼く?(すき焼き)                         | 鷺山京子       | 野寺三郎       | 曽我仁彦 |
| 31 | 11月12日                    | ヤレ降れ!ソレ降れ!生命の源(水)                      | 志村多穂       | はしばみのる   | 曽我仁彦 |
| 32 | 11月19日                    | 生命をかけ海を渡って勉強だ!!(留学)                  | 戸田博史       | 近藤英輔       | 村石宏實 |
| 32 | 11月19日                    | 電卓なんかに負けないぞ(ソロバン)                    | 杉原恵         | 又野龍也       | 村石宏實 |
| 33 | 11月26日                    | 御用無用!御用の無い者通しません(橋)                 | 花園由宇保     | 秦泉寺博       | 村石宏實 |
| 33 | 11月26日                    | いただきまーす!武士のサラリー50石?(お米)            | 志村多穂       | まつざきはじめ | 村石宏實 |
| 34 | 12月3日                     | ワラだイグサだ日本人!(畳)                           | 佐藤茂         | 江沢聖三       | 曽我仁彦 |
| 34 | 12月3日                     | ポポーン!とはじけて白い花?(再)                      |                |                |          |
| 35 | 12月10日                    | おいしいサンマは赤外線(炭)                          | 志村多穂       | 日下部光雄     | 曽我仁彦 |
| 35 | 12月10日                    | カチーン!こねて固めてビルが建つ!(再)                |                |                |          |
| 36 | 12月17日                    | 冬将軍をノックアウト(冬を暖かくすごす方法)          | 戸田博史       | 又野龍也       | 曽我仁彦 |
| 36 | 12月17日                    | おいしさ倍々 グルメの味方(ソース)                   | 杉原恵         | 野寺三郎       | 曽我仁彦 |
| 37 | 12月24日                    | 彫って浮世のうさばらし!?(版画)                      | 柿崎明彦       | 秦泉寺博       | 曽我仁彦 |
| 37 | 12月24日                    | 遠くもクッキリ!近くもハッキリ!(再)                  |                |                |          |
| SP | 1989年 1月10日              | まんがはじめて・なるほど10周年スペシャル            | 戸田博史(構成) |                | 村石宏實 |
| 38 | 1月14日                     | 手裏剣 まきびし 変身の術!(忍者)                     | 戸田博史       | 日下部光雄     | 村石宏實 |
| 38 | 1月14日                     | 栄養満点!ダイダイ色はビタミンA(ニンジン)            | 志村多穂       | 藤原良二       | 吉田典史 |
| 39 | 1月21日                     | 滑って転んで雪ダルマ(スキー)                        | 星川泰子       | まつざきはじめ | 曽我仁彦 |
| 39 | 1月21日                     | 上手に使っておいしい料理(再)                        |                |                |          |
| 40 | 1月28日                     | 地球の宝だ!大切に!!(土)                             | 佐藤茂         | 江沢聖三       | 曽我仁彦 |
| 40 | 1月28日                     | 謎の怪獣!天に昇って神様だ!(再)                      |                |                |          |

## 放送局
※放送日時は、個別に出典が掲示されてあるものを除き、『まんがなるほど物語』については1988年2月中旬 - 3月上旬時点、『新まんがなるほど物語』については1989年1月終了時点のものとする。
| 放送地域             | 放送局             | 放送日時                                | 放送系列           | 備考 |
| まんがなるほど物語   | まんがなるほど物語 | まんがなるほど物語                      | まんがなるほど物語 | まんがなるほど物語 |
| -------------------- | ------------------ | --------------------------------------- | ------------------ | --- |
| 関東広域圏           | 東京放送           | 土曜 17:30 - 18:00                      | TBS系列            | 制作局、現・TBSテレビ。 |
| 福島県               | テレビユー福島     | 土曜 17:30 - 18:00                      | TBS系列            | |
| 新潟県               | 新潟放送           | 土曜 17:30 - 18:00                      | TBS系列            | キー局と同時間帯に放送していたが遅れネット。 提供は東北電力・東京電力（柏崎刈羽原発がある関係）。                                                         |
| 北海道               | 北海道放送         | 土曜 16:54 - 17:25                      | TBS系列            | 放送期間は1986年5月10日から1988年4月23日まで。 |
| 青森県               | 青森テレビ         | 土曜 6:15 - 6:30                        | TBS系列            | 本放送終了後、1996年10月 - 1997年9月に一部話数を放送。 |
| 秋田県               | 秋田テレビ         | 水曜 17:00 - 17:30                      | フジテレビ系列     | 1987年9月まではテレビ朝日系列とのクロスネット局。 |
| 富山県               | チューリップテレビ | 水曜 5:40 - 5:55                        | TBS系列            | 本放送終了後、1997年頃に一部話数を放送。また、本放送当時チューリップテレビは未開局で、 系列外局の北日本放送、富山テレビへの遅れネットも実施されなかった。 |
| 長野県               | 信越放送           | 金曜 17:00 - 17:30                      | TBS系列            | |
| 中京広域圏           | 中部日本放送       | 土曜 6:00 - 6:30                        | TBS系列            | 現・CBCテレビ。 |
| 近畿広域圏           | 毎日放送           | 土曜 6:00 - 6:30                        | TBS系列            | 1986年5月3日開始。遅れネットの後、1988年3月19日放送の第99回を以って打ち切り。 本放送終了後、1991年3月〜1993年2月迄関西テレビで字幕付きで完全再放送した。  |
| 島根県・鳥取県       | 山陰放送           | 土曜 16:00 - 16:30                      | TBS系列            | 本放送終了後、1989年 - 1991年頃に放送。 |
| 岡山県・香川県       | 山陽放送           | 土曜 17:00 - 17:30                      | TBS系列            | 現・RSK山陽放送。 |
| 愛媛県               | 南海放送           | 水曜 17:25 - 17:55 → 水曜 17:00 - 17:30 | 日本テレビ系列     | |
| 新まんがなるほど物語 |                    |                                         |                    | |
| 関東広域圏           | 東京放送           | 土曜 17:30 - 18:00                      | TBS系列            | 制作局、現・TBSテレビ。 |
| 福島県               | テレビユー福島     | 土曜 17:30 - 18:00                      | TBS系列            | |
| 新潟県               | 新潟放送           | 土曜 17:30 - 18:00                      | TBS系列            | キー局と同時間帯に放送していたが遅れネット。提供は東北電力・東京電力（柏崎刈羽原発がある関係）。                                                          |
| 北海道               | 北海道放送         | 土曜 16:54 - 17:25                      | TBS系列            | 放送期間は1988年5月7日から1989年2月11日まで。 |

※1986年10月からはTBSのゴールデン・プライムタイム全国ネット番組のエンディングにクロスプログラムが設けられたことにより、エンドカードの表示にチャイムが鳴り、『料理天国』へつなげる演出がとられた。

## スタッフ
- 音楽：伊部晴美
- 演奏：ダックスフント
- 現像：IMAGICA
- 衣装協力：東急百貨店
- 声の出演：演劇集団目覚時計ほか
- 人形：原田克彦（のぞみプロ）
- プロデューサー：丹野雄二、永井憲二（ダックスインターナショナル）、井上博（TBS）
- 制作協力：童話舎
- 製作：ダックスインターナショナル、TBS

## スペシャル
『新』継続中の1989年1月10日17:00 - 18:00に、シリーズ10周年記念スペシャル『まんがはじめて・なるほど10周年スペシャル』が放送された。今まで放送された話の中から7話分をセレクトして再放送した番組で、放送された話は次の通り。
| 話 | サブタイトル | 原題                                                                           |
| -- | ------------ | ------------------------------------------------------------------------------ |
| 1  | お正月       | 「あけてびっくりモグタンのお年玉」(まんがはじめて物語・1979年1月6日放送より)   |
| 2  | ちょんまげ   | 「大江戸最新ヘアースタイル」(まんがなるほど物語・1986年11月1日放送より)        |
| 3  | 血液型       | 「どうして血液型ってあるの?」(まんがどうして物語・1984年4月14日放送より)       |
| 4  | 月           | 「神秘な光で心をとりこに」(新まんがなるほど物語・1988年5月21日放送より)        |
| 5  | 凧           | 「とんだとんだお船が空とんだ?!」(まんがなるほど物語・1987年4月25日放送より)    |
| 6  | ホコリ       | 「どうしてホコリはでてくるの?」(まんがどうして物語・1984年5月26日放送より)     |
| 7  | ハンバーグ   | 「ハンブルク生まれのアメリカ育ち!」(まんがはじめて物語・1981年4月18日放送より) |

冒頭では『新』ナレーターの小島一慶アナが顔写真キャラで登場し、新年のご挨拶を述べ、本編の実写パート（35ミリ映像ではなくVTR）では歴代のおねえさん（初代のうつみ宮土理は出演せず、また2代目の岡まゆみは後半から出演）とナルタンが登場した。
そしてラストは2月4日から始まる次番組『まんがはじめて面白塾』のおねえさん・森川由加里が登場し、『面白塾』の予告（この予告のみ『面白塾』の桝井論平がナレーション担当）をして終わった。
なお当初は1989年1月7日の17:00 - 18:00に放送する予定で、前回の『新・なるほど』の次回予告でも、放送日は「1月7日」と告知していた。だが当日は、昭和天皇崩御による翌1月8日までの特別編成のために放送出来ず、しかも『面白塾』の兼ね合いもあって1週間延期するわけもいかず、1月10日という中途半端な日への延期となった。